# Heligmonevra rufipes
Heligmonevra rufipes är en tvåvingeart som först beskrevs av Meijere 1913.  Heligmonevra rufipes ingår i släktet Heligmonevra och familjen rovflugor. Inga underarter finns listade i Catalogue of Life.